# П'ятимарський сільський округ
П'ятима́рський сільський округ (каз. Пятимар ауылдық округі, рос. Пятимарский сельский округ) — адміністративна одиниця у складі Жангалинського району Західноказахстанської області Казахстану. Адміністративний центр — село П'ятимар.
Населення — 1389 осіб (2021; 2034 у 2009, 2407 у 1999, 2540 у 1989).
Станом на 1989 рік існувала П'ятимарська сільська рада (села Аккус, Алімбек, Борік, Плантація, П'ятимарське). Село Алімбек ліквідовано 2003 року.

## Склад
До складу округу входять такі населені пункти:
| Населений пункт | Старі назви  | Населення, осіб (1989) | Населення, осіб (1999) | Населення, осіб (2009) | Населення, осіб (2021) |
| --------------- | ------------ | ---------------------- | ---------------------- | ---------------------- | ---------------------- |
| Аккус, село     | -            | 350                    | 295                    | 180                    | 40                     |
| Алімбек, село   | -            | 218                    | 90                     | -                      | -                      |
| Борик, село     | Борік        | 338                    | 364                    | 336                    | 197                    |
| Плантація, село | -            | 253                    | 215                    | 181                    | 101                    |
| П'ятимар, село  | П'ятимарське | 1381                   | 1443                   | 1337                   | 1051                   |